# Roodkopmanakin
De roodkopmanakin (Ceratopipra rubrocapilla; synoniem: Pipra rubrocapilla) is een zangvogel uit de familie Pipridae (manakins).

## Verspreiding en leefgebied
Deze soort komt voor in het zuidelijke Amazonegebied en in zuidoostelijk Brazilië.

## Status
De grootte van de populatie is niet gekwantificeerd maar de soort wordt omschreven als vrij algemeen. Op de Rode lijst van de IUCN heeft deze soort de status niet bedreigd.